# Hominoidea
Hominoidea, conhecidos por monos, grandes símios, antropóides, grandes primatas ou grandes macacos, é uma superfamília de primatas que compõe a parvordem dos Catarrhini juntamente com as superfamílias Propliopithecoidea, Pliopithecoidea, Cercopithecoidea, Dendropithecoidea e Proconsuloidea. Seus membros atuais estão divididos em 2 famílias, 8 gêneros e 21 espécies.
O antepassado comum mais recente de todos os Hominídeos viveu há cerca de 14 milhões de anos.
Os hominóideos são mais diversificados que os seus parentes mais próximos, os macacos Cercopithecoidea. Observa-se uma grande variação no tamanho corporal (dos gibões asiáticos aos imensos gorilas africanos) e na cobertura do corpo (da densa cobertura de pelos dos gibões aos ralos pêlos remanescentes em humanos). Os gibões movem-se pelas árvores mais frequentemente através da braquiação (balançando da parte inferior de um galho para outro, utilizando as mãos para agarrar os galhos) e estão entre os acrobatas arborícolas vivos mais versáteis. Os gibões tornam-se bípedes quando se movem pelo solo, mantendo seus braços esticados como quem caminha na corda bamba utilizando uma vara. Os orangotangos, maiores e mais vagarosos, raramente se balançam com os braços, preferindo a locomoção quadrúpede lenta para subir nos galhos das árvores. Os gorilas e os chimpanzés africanos sentem-se à vontade no solo, onde muito frequentemente são quadrúpedes, sustentados, nos seus membros anteriores, pelos punhos. Embora todos os Hominoidea modernos possam permanecer eretos e caminhar, em algum grau, apoiados nos membros posteriores, somente humanos, entre as formas atuais, apresentam um modo ereto e bípede de locomoção a passos largos, envolvendo uma estrutura especializada da pélvis e dos membros inferiores, deixando assim os membros superiores livres das funções obrigatórias de suporte, equilíbrio e locomoção.
Os Hominoidea são morfologicamente distintos de outros antropoides recentes, incluindo seu táxon irmão, os Cercopithecoidea, pela presença de um acentuado alargamento e achatamento dorsoventral do tronco em relação ao comprimento do corpo, de modo que os ombros, o tórax e o quadril tornaram-se proporcionalmente mais largos do que nos macacos. As clavículas são alongadas, as lâminas ilíacas da pélvis são largas e o esterno é uma estrutura larga, cujos elementos ósseos fundem-se logo após o nascimento, para formar um osso único e achatado. As lâminas dos ombros dos Hominoidea situam-se sobre um dorso largo e achatado, em contraste com sua posição lateral, próxima ao tórax estreito, nos macacos e na maioria dos outros quadrúpedes. As cinturas pélvica e escapular dos Hominoidea estão relativamente próximas uma da outra, pelo fato da região lombar da coluna vertebral ser pequena. As vértebras caudais tornaram-se reduzidas a vestígios em todos os Hominoidea recentes e, normalmente, nenhuma cauda aparece após o nascimento. Existe uma tendência para a coluna vertebral curvar-se e, especialmente na região lombar, aproximar-se do centro de gravidade do corpo, quando o tronco é mantido ereto. O equilíbrio é facilitado pelo achatamento do tórax que coloca o centro de gravidade perto da coluna vertebral. Estas e outras especializações anatômicas do tronco são comuns entre todos os Hominoidea e ajudam na manutenção da postura que estes primatas assumem quando sentam.

## Etimologia
Antropóide vem do grego "antrophos - homem", enquanto que símio vem do latim: "simius - macaco".

## Classificação taxonómica e filogenia
A análise genética combinada com provas fósseis indica que os hominóides divergiram dos macacos do Velho Mundo há cerca de 25 milhões de anos (mya), perto da fronteira Oligocénico–Miocénico. Os gibões separaram-se dos restantes há cerca de 18 milhões de anos, e as divisões dos hominídeos ocorreram há 14 milhões de anos (Pongo), 7 mya (Gorilla), and 3–5 mya (Homo & Pan). Em 2015, foi descrito um novo género e espécie, Pliobates cataloniae, que viveu há 11,6 milhões de anos e parece ser anterior à divisão entre Hominidae e Hylobatidae. 

|                       | Saadanioidea (†28)                                                                  |
|                       |                                                                                     |
| Cercopithecoidea (24) | \| \| Victoriapithecinae (†19) \| \| \| \| \| \| Macacos do Velho Mundo \| \| \| \| |
|                       | \| \| Victoriapithecinae (†19) \| \| \| \| \| \| Macacos do Velho Mundo \| \| \| \| |
|                       | Victoriapithecinae (†19)                                                            |
|                       |                                                                                     |
|                       | Macacos do Velho Mundo                                                              |
|                       |                                                                                     |

|  | Victoriapithecinae (†19) |
|  |                          |
|  | Macacos do Velho Mundo   |
|  |                          |

|  | Proconsulidae (†18 Mya)  |
|  |                          |
|  | Ekembo nyanzae (†17 Mya) |
|  |                          |

|  | Morotopithecus (†20) |
|  |                      |
|  | Afropithecus (†16)   |
|  |                      |

|  | Hominidae   |
|  |             |
|  | Hylobatidae |
|  |             |

|  | Morotopithecus (†20) |
|  |                      |
|  | Afropithecus (†16)   |
|  |                      |

|  | Hominidae   |
|  |             |
|  | Hylobatidae |
|  |             |

|  | Morotopithecus (†20) |
|  |                      |
|  | Afropithecus (†16)   |
|  |                      |

|  | Hominidae   |
|  |             |
|  | Hylobatidae |
|  |             |

|  | Morotopithecus (†20) |
|  |                      |
|  | Afropithecus (†16)   |
|  |                      |

|  | Hominidae   |
|  |             |
|  | Hylobatidae |
|  |             |

|  | Proconsulidae (†18 Mya)  |
|  |                          |
|  | Ekembo nyanzae (†17 Mya) |
|  |                          |

|  | Morotopithecus (†20) |
|  |                      |
|  | Afropithecus (†16)   |
|  |                      |

|  | Hominidae   |
|  |             |
|  | Hylobatidae |
|  |             |

|  | Morotopithecus (†20) |
|  |                      |
|  | Afropithecus (†16)   |
|  |                      |

|  | Hominidae   |
|  |             |
|  | Hylobatidae |
|  |             |

|  | Morotopithecus (†20) |
|  |                      |
|  | Afropithecus (†16)   |
|  |                      |

|  | Hominidae   |
|  |             |
|  | Hylobatidae |
|  |             |

|  | Morotopithecus (†20) |
|  |                      |
|  | Afropithecus (†16)   |
|  |                      |

|  | Hominidae   |
|  |             |
|  | Hylobatidae |
|  |             |

|  | Proconsulidae (†18 Mya)  |
|  |                          |
|  | Ekembo nyanzae (†17 Mya) |
|  |                          |

|  | Morotopithecus (†20) |
|  |                      |
|  | Afropithecus (†16)   |
|  |                      |

|  | Hominidae   |
|  |             |
|  | Hylobatidae |
|  |             |

|  | Morotopithecus (†20) |
|  |                      |
|  | Afropithecus (†16)   |
|  |                      |

|  | Hominidae   |
|  |             |
|  | Hylobatidae |
|  |             |

|  | Morotopithecus (†20) |
|  |                      |
|  | Afropithecus (†16)   |
|  |                      |

|  | Hominidae   |
|  |             |
|  | Hylobatidae |
|  |             |

|  | Morotopithecus (†20) |
|  |                      |
|  | Afropithecus (†16)   |
|  |                      |

|  | Hominidae   |
|  |             |
|  | Hylobatidae |
|  |             |

|  | Proconsulidae (†18 Mya)  |
|  |                          |
|  | Ekembo nyanzae (†17 Mya) |
|  |                          |

|  | Morotopithecus (†20) |
|  |                      |
|  | Afropithecus (†16)   |
|  |                      |

|  | Hominidae   |
|  |             |
|  | Hylobatidae |
|  |             |

|  | Morotopithecus (†20) |
|  |                      |
|  | Afropithecus (†16)   |
|  |                      |

|  | Hominidae   |
|  |             |
|  | Hylobatidae |
|  |             |

|  | Morotopithecus (†20) |
|  |                      |
|  | Afropithecus (†16)   |
|  |                      |

|  | Hominidae   |
|  |             |
|  | Hylobatidae |
|  |             |

|  | Morotopithecus (†20) |
|  |                      |
|  | Afropithecus (†16)   |
|  |                      |

|  | Hominidae   |
|  |             |
|  | Hylobatidae |
|  |             |

|  | Proconsulidae (†18 Mya)  |
|  |                          |
|  | Ekembo nyanzae (†17 Mya) |
|  |                          |

|  | Morotopithecus (†20) |
|  |                      |
|  | Afropithecus (†16)   |
|  |                      |

|  | Hominidae   |
|  |             |
|  | Hylobatidae |
|  |             |

|  | Morotopithecus (†20) |
|  |                      |
|  | Afropithecus (†16)   |
|  |                      |

|  | Hominidae   |
|  |             |
|  | Hylobatidae |
|  |             |

|  | Morotopithecus (†20) |
|  |                      |
|  | Afropithecus (†16)   |
|  |                      |

|  | Hominidae   |
|  |             |
|  | Hylobatidae |
|  |             |

|  | Morotopithecus (†20) |
|  |                      |
|  | Afropithecus (†16)   |
|  |                      |

|  | Hominidae   |
|  |             |
|  | Hylobatidae |
|  |             |

|  | Proconsulidae (†18 Mya)  |
|  |                          |
|  | Ekembo nyanzae (†17 Mya) |
|  |                          |

|  | Morotopithecus (†20) |
|  |                      |
|  | Afropithecus (†16)   |
|  |                      |

|  | Hominidae   |
|  |             |
|  | Hylobatidae |
|  |             |

|  | Morotopithecus (†20) |
|  |                      |
|  | Afropithecus (†16)   |
|  |                      |

|  | Hominidae   |
|  |             |
|  | Hylobatidae |
|  |             |

|  | Morotopithecus (†20) |
|  |                      |
|  | Afropithecus (†16)   |
|  |                      |

|  | Hominidae   |
|  |             |
|  | Hylobatidae |
|  |             |

|  | Morotopithecus (†20) |
|  |                      |
|  | Afropithecus (†16)   |
|  |                      |

|  | Hominidae   |
|  |             |
|  | Hylobatidae |
|  |             |

|  | Proconsulidae (†18 Mya)  |
|  |                          |
|  | Ekembo nyanzae (†17 Mya) |
|  |                          |

|  | Morotopithecus (†20) |
|  |                      |
|  | Afropithecus (†16)   |
|  |                      |

|  | Hominidae   |
|  |             |
|  | Hylobatidae |
|  |             |

|  | Morotopithecus (†20) |
|  |                      |
|  | Afropithecus (†16)   |
|  |                      |

|  | Hominidae   |
|  |             |
|  | Hylobatidae |
|  |             |

|  | Morotopithecus (†20) |
|  |                      |
|  | Afropithecus (†16)   |
|  |                      |

|  | Hominidae   |
|  |             |
|  | Hylobatidae |
|  |             |

|  | Morotopithecus (†20) |
|  |                      |
|  | Afropithecus (†16)   |
|  |                      |

|  | Hominidae   |
|  |             |
|  | Hylobatidae |
|  |             |

|  | Proconsulidae (†18 Mya)  |
|  |                          |
|  | Ekembo nyanzae (†17 Mya) |
|  |                          |

|  | Morotopithecus (†20) |
|  |                      |
|  | Afropithecus (†16)   |
|  |                      |

|  | Hominidae   |
|  |             |
|  | Hylobatidae |
|  |             |

|  | Morotopithecus (†20) |
|  |                      |
|  | Afropithecus (†16)   |
|  |                      |

|  | Hominidae   |
|  |             |
|  | Hylobatidae |
|  |             |

|  | Morotopithecus (†20) |
|  |                      |
|  | Afropithecus (†16)   |
|  |                      |

|  | Hominidae   |
|  |             |
|  | Hylobatidae |
|  |             |

|  | Morotopithecus (†20) |
|  |                      |
|  | Afropithecus (†16)   |
|  |                      |

|  | Hominidae   |
|  |             |
|  | Hylobatidae |
|  |             |

|                       | Saadanioidea (†28)                                                                  |
|                       |                                                                                     |
| Cercopithecoidea (24) | \| \| Victoriapithecinae (†19) \| \| \| \| \| \| Macacos do Velho Mundo \| \| \| \| |
|                       | \| \| Victoriapithecinae (†19) \| \| \| \| \| \| Macacos do Velho Mundo \| \| \| \| |
|                       | Victoriapithecinae (†19)                                                            |
|                       |                                                                                     |
|                       | Macacos do Velho Mundo                                                              |
|                       |                                                                                     |

|  | Victoriapithecinae (†19) |
|  |                          |
|  | Macacos do Velho Mundo   |
|  |                          |

|  | Proconsulidae (†18 Mya)  |
|  |                          |
|  | Ekembo nyanzae (†17 Mya) |
|  |                          |

|  | Morotopithecus (†20) |
|  |                      |
|  | Afropithecus (†16)   |
|  |                      |

|  | Hominidae   |
|  |             |
|  | Hylobatidae |
|  |             |

|  | Morotopithecus (†20) |
|  |                      |
|  | Afropithecus (†16)   |
|  |                      |

|  | Hominidae   |
|  |             |
|  | Hylobatidae |
|  |             |

|  | Morotopithecus (†20) |
|  |                      |
|  | Afropithecus (†16)   |
|  |                      |

|  | Hominidae   |
|  |             |
|  | Hylobatidae |
|  |             |

|  | Morotopithecus (†20) |
|  |                      |
|  | Afropithecus (†16)   |
|  |                      |

|  | Hominidae   |
|  |             |
|  | Hylobatidae |
|  |             |

|  | Proconsulidae (†18 Mya)  |
|  |                          |
|  | Ekembo nyanzae (†17 Mya) |
|  |                          |

|  | Morotopithecus (†20) |
|  |                      |
|  | Afropithecus (†16)   |
|  |                      |

|  | Hominidae   |
|  |             |
|  | Hylobatidae |
|  |             |

|  | Morotopithecus (†20) |
|  |                      |
|  | Afropithecus (†16)   |
|  |                      |

|  | Hominidae   |
|  |             |
|  | Hylobatidae |
|  |             |

|  | Morotopithecus (†20) |
|  |                      |
|  | Afropithecus (†16)   |
|  |                      |

|  | Hominidae   |
|  |             |
|  | Hylobatidae |
|  |             |

|  | Morotopithecus (†20) |
|  |                      |
|  | Afropithecus (†16)   |
|  |                      |

|  | Hominidae   |
|  |             |
|  | Hylobatidae |
|  |             |

|  | Proconsulidae (†18 Mya)  |
|  |                          |
|  | Ekembo nyanzae (†17 Mya) |
|  |                          |

|  | Morotopithecus (†20) |
|  |                      |
|  | Afropithecus (†16)   |
|  |                      |

|  | Hominidae   |
|  |             |
|  | Hylobatidae |
|  |             |

|  | Morotopithecus (†20) |
|  |                      |
|  | Afropithecus (†16)   |
|  |                      |

|  | Hominidae   |
|  |             |
|  | Hylobatidae |
|  |             |

|  | Morotopithecus (†20) |
|  |                      |
|  | Afropithecus (†16)   |
|  |                      |

|  | Hominidae   |
|  |             |
|  | Hylobatidae |
|  |             |

|  | Morotopithecus (†20) |
|  |                      |
|  | Afropithecus (†16)   |
|  |                      |

|  | Hominidae   |
|  |             |
|  | Hylobatidae |
|  |             |

|  | Proconsulidae (†18 Mya)  |
|  |                          |
|  | Ekembo nyanzae (†17 Mya) |
|  |                          |

|  | Morotopithecus (†20) |
|  |                      |
|  | Afropithecus (†16)   |
|  |                      |

|  | Hominidae   |
|  |             |
|  | Hylobatidae |
|  |             |

|  | Morotopithecus (†20) |
|  |                      |
|  | Afropithecus (†16)   |
|  |                      |

|  | Hominidae   |
|  |             |
|  | Hylobatidae |
|  |             |

|  | Morotopithecus (†20) |
|  |                      |
|  | Afropithecus (†16)   |
|  |                      |

|  | Hominidae   |
|  |             |
|  | Hylobatidae |
|  |             |

|  | Morotopithecus (†20) |
|  |                      |
|  | Afropithecus (†16)   |
|  |                      |

|  | Hominidae   |
|  |             |
|  | Hylobatidae |
|  |             |

|  | Proconsulidae (†18 Mya)  |
|  |                          |
|  | Ekembo nyanzae (†17 Mya) |
|  |                          |

|  | Morotopithecus (†20) |
|  |                      |
|  | Afropithecus (†16)   |
|  |                      |

|  | Hominidae   |
|  |             |
|  | Hylobatidae |
|  |             |

|  | Morotopithecus (†20) |
|  |                      |
|  | Afropithecus (†16)   |
|  |                      |

|  | Hominidae   |
|  |             |
|  | Hylobatidae |
|  |             |

|  | Morotopithecus (†20) |
|  |                      |
|  | Afropithecus (†16)   |
|  |                      |

|  | Hominidae   |
|  |             |
|  | Hylobatidae |
|  |             |

|  | Morotopithecus (†20) |
|  |                      |
|  | Afropithecus (†16)   |
|  |                      |

|  | Hominidae   |
|  |             |
|  | Hylobatidae |
|  |             |

|  | Proconsulidae (†18 Mya)  |
|  |                          |
|  | Ekembo nyanzae (†17 Mya) |
|  |                          |

|  | Morotopithecus (†20) |
|  |                      |
|  | Afropithecus (†16)   |
|  |                      |

|  | Hominidae   |
|  |             |
|  | Hylobatidae |
|  |             |

|  | Morotopithecus (†20) |
|  |                      |
|  | Afropithecus (†16)   |
|  |                      |

|  | Hominidae   |
|  |             |
|  | Hylobatidae |
|  |             |

|  | Morotopithecus (†20) |
|  |                      |
|  | Afropithecus (†16)   |
|  |                      |

|  | Hominidae   |
|  |             |
|  | Hylobatidae |
|  |             |

|  | Morotopithecus (†20) |
|  |                      |
|  | Afropithecus (†16)   |
|  |                      |

|  | Hominidae   |
|  |             |
|  | Hylobatidae |
|  |             |

|  | Proconsulidae (†18 Mya)  |
|  |                          |
|  | Ekembo nyanzae (†17 Mya) |
|  |                          |

|  | Morotopithecus (†20) |
|  |                      |
|  | Afropithecus (†16)   |
|  |                      |

|  | Hominidae   |
|  |             |
|  | Hylobatidae |
|  |             |

|  | Morotopithecus (†20) |
|  |                      |
|  | Afropithecus (†16)   |
|  |                      |

|  | Hominidae   |
|  |             |
|  | Hylobatidae |
|  |             |

|  | Morotopithecus (†20) |
|  |                      |
|  | Afropithecus (†16)   |
|  |                      |

|  | Hominidae   |
|  |             |
|  | Hylobatidae |
|  |             |

|  | Morotopithecus (†20) |
|  |                      |
|  | Afropithecus (†16)   |
|  |                      |

|  | Hominidae   |
|  |             |
|  | Hylobatidae |
|  |             |

|  | Proconsulidae (†18 Mya)  |
|  |                          |
|  | Ekembo nyanzae (†17 Mya) |
|  |                          |

|  | Morotopithecus (†20) |
|  |                      |
|  | Afropithecus (†16)   |
|  |                      |

|  | Hominidae   |
|  |             |
|  | Hylobatidae |
|  |             |

|  | Morotopithecus (†20) |
|  |                      |
|  | Afropithecus (†16)   |
|  |                      |

|  | Hominidae   |
|  |             |
|  | Hylobatidae |
|  |             |

|  | Morotopithecus (†20) |
|  |                      |
|  | Afropithecus (†16)   |
|  |                      |

|  | Hominidae   |
|  |             |
|  | Hylobatidae |
|  |             |

|  | Morotopithecus (†20) |
|  |                      |
|  | Afropithecus (†16)   |
|  |                      |

|  | Hominidae   |
|  |             |
|  | Hylobatidae |
|  |             |

| Hominini (6.3 Mya) | \| \| humanos (género Homo) \| \| \| \| \| \| chimpanzés (género Pan) \| \| \| \| |
|                    | \| \| humanos (género Homo) \| \| \| \| \| \| chimpanzés (género Pan) \| \| \| \| |
|                    | gorilas (género Gorila)                                                           |
|                    |                                                                                   |
|                    | humanos (género Homo)                                                             |
|                    |                                                                                   |
|                    | chimpanzés (género Pan)                                                           |
|                    |                                                                                   |

|  | humanos (género Homo)   |
|  |                         |
|  | chimpanzés (género Pan) |
|  |                         |

| Hominini (6.3 Mya) | \| \| humanos (género Homo) \| \| \| \| \| \| chimpanzés (género Pan) \| \| \| \| |
|                    | \| \| humanos (género Homo) \| \| \| \| \| \| chimpanzés (género Pan) \| \| \| \| |
|                    | gorilas (género Gorila)                                                           |
|                    |                                                                                   |
|                    | humanos (género Homo)                                                             |
|                    |                                                                                   |
|                    | chimpanzés (género Pan)                                                           |
|                    |                                                                                   |

|  | humanos (género Homo)   |
|  |                         |
|  | chimpanzés (género Pan) |
|  |                         |

| Hominini (6.3 Mya) | \| \| humanos (género Homo) \| \| \| \| \| \| chimpanzés (género Pan) \| \| \| \| |
|                    | \| \| humanos (género Homo) \| \| \| \| \| \| chimpanzés (género Pan) \| \| \| \| |
|                    | gorilas (género Gorila)                                                           |
|                    |                                                                                   |
|                    | humanos (género Homo)                                                             |
|                    |                                                                                   |
|                    | chimpanzés (género Pan)                                                           |
|                    |                                                                                   |

|  | humanos (género Homo)   |
|  |                         |
|  | chimpanzés (género Pan) |
|  |                         |

| Hominini (6.3 Mya) | \| \| humanos (género Homo) \| \| \| \| \| \| chimpanzés (género Pan) \| \| \| \| |
|                    | \| \| humanos (género Homo) \| \| \| \| \| \| chimpanzés (género Pan) \| \| \| \| |
|                    | gorilas (género Gorila)                                                           |
|                    |                                                                                   |
|                    | humanos (género Homo)                                                             |
|                    |                                                                                   |
|                    | chimpanzés (género Pan)                                                           |
|                    |                                                                                   |

|  | humanos (género Homo)   |
|  |                         |
|  | chimpanzés (género Pan) |
|  |                         |

| Hominini (6.3 Mya) | \| \| humanos (género Homo) \| \| \| \| \| \| chimpanzés (género Pan) \| \| \| \| |
|                    | \| \| humanos (género Homo) \| \| \| \| \| \| chimpanzés (género Pan) \| \| \| \| |
|                    | gorilas (género Gorila)                                                           |
|                    |                                                                                   |
|                    | humanos (género Homo)                                                             |
|                    |                                                                                   |
|                    | chimpanzés (género Pan)                                                           |
|                    |                                                                                   |

|  | humanos (género Homo)   |
|  |                         |
|  | chimpanzés (género Pan) |
|  |                         |

| Hominini (6.3 Mya) | \| \| humanos (género Homo) \| \| \| \| \| \| chimpanzés (género Pan) \| \| \| \| |
|                    | \| \| humanos (género Homo) \| \| \| \| \| \| chimpanzés (género Pan) \| \| \| \| |
|                    | gorilas (género Gorila)                                                           |
|                    |                                                                                   |
|                    | humanos (género Homo)                                                             |
|                    |                                                                                   |
|                    | chimpanzés (género Pan)                                                           |
|                    |                                                                                   |

|  | humanos (género Homo)   |
|  |                         |
|  | chimpanzés (género Pan) |
|  |                         |

| Hominini (6.3 Mya) | \| \| humanos (género Homo) \| \| \| \| \| \| chimpanzés (género Pan) \| \| \| \| |
|                    | \| \| humanos (género Homo) \| \| \| \| \| \| chimpanzés (género Pan) \| \| \| \| |
|                    | gorilas (género Gorila)                                                           |
|                    |                                                                                   |
|                    | humanos (género Homo)                                                             |
|                    |                                                                                   |
|                    | chimpanzés (género Pan)                                                           |
|                    |                                                                                   |

|  | humanos (género Homo)   |
|  |                         |
|  | chimpanzés (género Pan) |
|  |                         |

| Hominini (6.3 Mya) | \| \| humanos (género Homo) \| \| \| \| \| \| chimpanzés (género Pan) \| \| \| \| |
|                    | \| \| humanos (género Homo) \| \| \| \| \| \| chimpanzés (género Pan) \| \| \| \| |
|                    | gorilas (género Gorila)                                                           |
|                    |                                                                                   |
|                    | humanos (género Homo)                                                             |
|                    |                                                                                   |
|                    | chimpanzés (género Pan)                                                           |
|                    |                                                                                   |

|  | humanos (género Homo)   |
|  |                         |
|  | chimpanzés (género Pan) |
|  |                         |

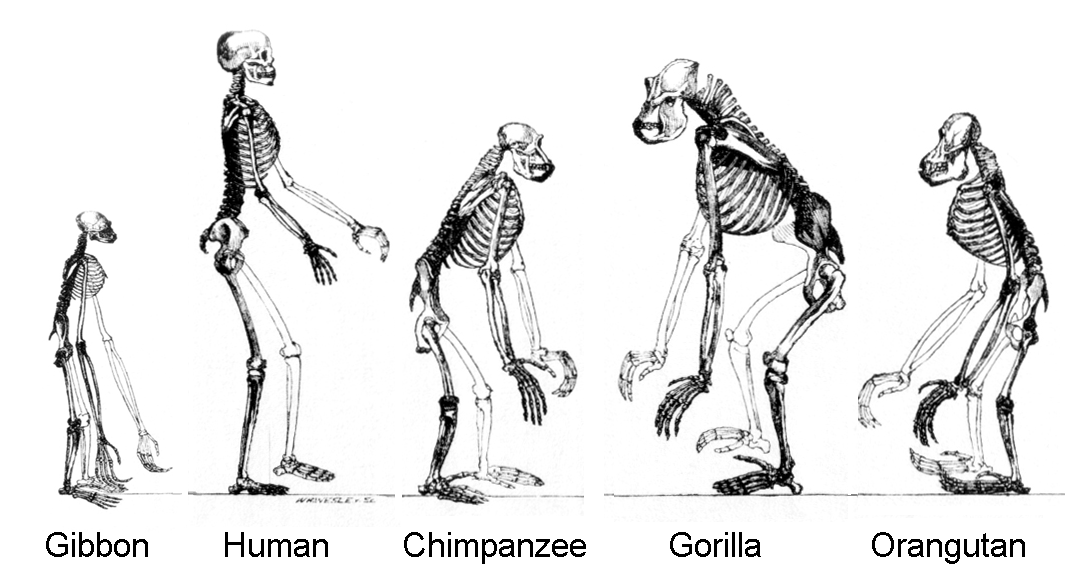
Esqueletos dos membros da superfamília dos macacos, Hominoidea. Existem duas famílias existentes: Hominidae, os "grandes macacos"; e Hylobatidae, os gibões, ou "macacos menores".

Da esquerda para a direita: Comparação do tamanho do gibão, humano, chimpanzé, gorila e orangotango. Os hominoides não humanos não se mantêm eretos como a sua postura normal

As famílias, géneros e espécies existentes de hominóides são:
- Superfamília Hominoidea[2]
  - Família Hominidae: hominídeos ("grandes macacos")
    - Género Pongo: orangotangos
      - Orangotango-de-Bornéu, P. pigmeu
      - Orangotango-de-Samatra, P. abelii
      - Orangotango-de-Tapanuli, P. tapanuliensis[13]

    - Género Gorila: gorilas
      - Gorila-do-ocidente, G. gorila
      - Gorila-do-oriente, G. beringei

    - Género Homo: humanos
      - Humano, H. sapiens

    - Género Pan: chimpanzés
      - Chimpanzé, P. trogloditas
      - Bonobo, P. pânico

  - Família Hylobatidae: gibões ("macacos menores")
    - Género Hylobates
      - gibão-de-mãos-brancas ou gibão-de-mãos-brancas, H. grande
      - Gibão-de-barbas-brancas-do-Bornéu, H. albibarbis
      - Gibão-ágil ou gibão-de-mãos-negras, H. ágil
      - Gibão-cinzento-ocidental ou gibão-cinzento-de-Abbott, H. abade[14]
      - Gibão-cinzento-oriental ou gibão-cinzento-do-norte, H. funereus[14]
      - Gibã-de-Müller ou gibão-cinzento-do-sul, H. muelleri
      - Gibão-prateado, H. moloch
      - Gibão-cristado, H. pileatus
      - Gibão-de-kloss ou gibão-de-Mentawai, H. klossii

    - Género Hoolock
      - Gibão-hoolock-ocidental, H. hoolock
      - Gibão-hoolock-oriental, H. leuconedis
      - Skywalker-hoolock-gibão, H. tianxing

    - Género Symphalangus
      - Siamang, S. sindáctilo

    - Género Nomascus
      - Nomascus annamensis, N. annamensis
      - Gibão-de-topete, N. concolor
      - Gibão-preto-cristado-oriental, N. nasutus
      - Gibão-de-hainan , N. hainanus
      - Gibão-de-bochechas-brancas-do-sul N. esqui
      - Gibão-de-bochechas-brancas-do-norte, N. leucogenia
      - Gibão-de-bochechas-amarelas , N. gabriellae

### História da taxonomia dos hominídeos
A história da taxonomia dos hominóides é complexa e algo confusa. Evidências recentes mudaram a nossa compreensão das relações entre os hominídeos, especialmente no que diz respeito à linhagem humana; e os termos tradicionalmente utilizados ficaram algo confusos. Abordagens concorrentes de metodologia e terminologia são encontradas entre as fontes científicas atuais. Com o tempo, as autoridades mudaram os nomes e os significados dos nomes de grupos e subgrupos à medida que novas provas — isto é, novas descobertas de fósseis, ferramentas e observações no terreno, bem como comparações contínuas de anatomia e sequências de ADN — mudaram a compreensão das relações entre os hominoides. Houve um gradual rebaixamento dos humanos de "especiais" na taxonomia para um ramo entre muitos. Esta recente turbulência (da história) ilustra a crescente influência em toda a taxonomia da cladística, a ciência de classificar os seres vivos estritamente de acordo com as suas linhas de descendência.[carece de fontes?]
Atualmente, existem oito géneros de hominoides. São os quatro géneros da família Hominidae, a saber: Homo, Pan, Gorila e Pongo; mais quatro géneros na família Hylobatidae (gibões): Hylobates, Hoolock, Nomascus e Symphalangus. (The two subspecies of hoolock gibbons were recently moved from the genus Bunopithecus to the new genus Hoolock and re-ranked as species; a third species was described in January 2017).
Em 1758, Carl Linnaeus, baseando-se em relatos de segunda ou terceira mão, colocou uma segunda espécie em Homo juntamente com H. sapiens: Homo troglodytes ("homem que vive nas cavernas"). Embora o termo "Orang Outang" esteja listado como uma variedade – Homo sylvestris – desta espécie, não é claro a que animal se refere este nome, uma vez que Lineu não tinha nenhum espécime a que se pudesse referir, portanto, nenhuma descrição precisa. Lineu pode ter baseado Homo troglodytes em relatos de criaturas míticas, símios então não identificados, ou nativos asiáticos vestidos com peles de animais. Lineu chamou ao orangotango Simia satyrus ("macaco sátiro"). Colocou os três géneros Homo, Simian e Lemur na ordem dos Primatas.
O nome troglodytes foi utilizado para o chimpanzé por Blumenbach em 1775, mas foi movido para o género Simia. O orangotango foi movido para o género Pongo em 1799 por Lacepede.
Não me agrada colocar os humanos entre os primatas, mas o homem está intimamente familiarizado consigo próprio. Não vamos discutir sobre palavras. Para mim será o mesmo, qualquer que seja o nome aplicado. Mas procuro desesperadamente de vós e do mundo inteiro uma diferença geral entre homens e símios a partir dos princípios da História Natural. Eu não conheço certamente nenhuma. Se ao menos alguém me pudesse contar uma! Se eu chamasse ao homem símio ou vice-versa, reuniria todos os teólogos contra mim. Talvez devesse fazê-lo, de acordo com a lei da História Natural.
Assim, Johann Friedrich Blumenbach na primeira edição do seu Manual de História Natural (1779), propôs que os primatas fossem divididos em Quadrumana (quatro braços, ou seja, macacos e símios) e Bimana (dois braços, ou seja, humanos). Esta distinção foi adotada por outros naturalistas, principalmente Georges Cuvier. Alguns elevaram a distinção ao nível de ordem.
No entanto, as muitas afinidades entre os humanos e os outros primatas — e sobretudo os "grandes macacos" — deixaram claro que a distinção não fazia qualquer sentido científico. No seu livro de 1871 A Descendência do Homem e a Selecção em Relação ao Sexo, Charles Darwin escreveu:
A maior parte dos naturalistas que tiveram em conta toda a estrutura do homem, incluindo as suas faculdades mentais, seguiram Blumenbach e Cuvier e colocaram o homem numa Ordem separada, sob o título de Bimana e, portanto, em igualdade com as ordens dos Quadrumana, Carnivora, etc. Recentemente, muitos dos nossos melhores naturalistas recorreram à visão proposta pela primeira vez por Lineu, tão notável pela sua sagacidade, e colocaram o homem na mesma Ordem dos Quadrumana, sob o título de Primatas. A justiça desta conclusão será admitida: em primeiro lugar, devemos ter em mente a insignificância comparativa para a classificação do grande desenvolvimento do cérebro no homem, e que as diferenças fortemente marcadas entre os crânios do homem e do Quadrumana (recentemente insistidas por Bischoff, Aeby e outros) aparentemente decorrem dos seus cérebros desenvolvidos de forma diferente. Em segundo lugar, devemos recordar que quase todas as outras diferenças mais importantes entre o homem e o Quadrumana são manifestamente adaptativas na sua natureza e relacionam-se principalmente com a posição erecta do homem; como a estrutura da sua mão, pé e bacia, a curvatura da sua coluna e a posição da sua cabeça.

### Alterações na taxonomia e terminologia
| Humanos, os não-símios: Até cerca de 1960, os taxonomistas dividiam normalmente a superfamília Hominoidea em duas famílias. A comunidade científica tratou os humanos e os seus parentes extintos como o grupo externo dentro da superfamília; ou seja, os humanos eram considerados muito distantes do parentesco com os "macacos". Os humanos foram classificados como a família Hominidae e eram conhecidos como "hominídeos". Todos os outros hominóides eram conhecidos por "macacos" e eram referidos à família Pongidae. |
| Os "grandes macacos" em Pongidae: A década de 1960 viu as metodologias da biologia molecular aplicadas à taxonomia dos primatas. O estudo imunológico de Goodman sobre as proteínas séricas em 1964 levou à reclassificação dos hominóides em três famílias: os humanos em Hominidae; os grandes símios em Pongidae; e os "macacos menores" (gibões) em Hylobatidae. No entanto, este arranjo tinha trichotomies: Pan, Gorilla e Pongo dos "grandes macacos" em Pongidae, e Hominidae, Pongidae e Hylobatidae em Hominoidea. Apresentaram um quebra-cabeça; os cientistas queriam saber qual o género especiou primeiro a partir do antepassado hominoide comum.      |
| Gibões, o grupo externo: Novos estudos indicaram que os gibões, e não os humanos, são o grupo externo dentro da superfamília Hominoidea, o que significa: o resto dos hominóides estão mais relacionados entre si do que (qualquer um deles) com os gibões. Com esta divisão, os gibões (Hylobates, et al.) foram isolados após os grandes símios terem sido transferidos para a mesma família dos humanos. Ora, o termo "hominídeo" abrangia um grupo coletivo maior dentro da família Hominidae. Com a tricotomia familiar estabelecida, os cientistas podem agora trabalhar para descobrir qual o género "menos" relacionado com os outros na subfamília Ponginae. |
| Orangotangos, o grupo externo: Investigações comparando os humanos e os outros três géneros de hominídeos revelaram que os macacos africanos (chimpanzés e gorilas) e os humanos estão mais relacionados entre si do que qualquer um deles com os orangotangos asiáticos (Pongo); é, os orangotangos, e não os humanos, são o grupo externo dentro da família Hominidae. Isto levou à reatribuição dos macacos africanos à subfamília Homininae, juntamente com os humanos — o que apresentou uma nova divisão tripla: Homo, Pan e Gorila. |
| Hominíneos: Num esforço para resolver a tricotomia, preservando ao mesmo tempo o nostálgico estatuto de "grupo externo" dos humanos, a subfamília Homininae foi dividida em duas tribos: Gorillini, compreendendo o género Pan e o género Gorilla; e Hominini, que compreende o género Homo (os humanos). Os humanos e os parentes próximos passaram a ser conhecidos como "hominídeos", ou seja, da tribo Hominini. Assim, o termo "hominídeo" sucedeu ao uso anterior de "hominídeo", cujo significado se alterou com as alterações nos Hominidae (ver acima: 3º gráfico, "Gibões, o grupo externo").                                                               |
| Gorilas, o grupo externo: Novas comparações de ADN fornecem agora provas de que os gorilas, e não os humanos, são o grupo externo na subfamília Homininae; isto sugeriu que os chimpanzés deveriam ser agrupados com os humanos na tribo Hominini, mas em subtribos separadas. Agora, o nome "hominídeo" delineava o Homo mais os primeiros parentes e antepassados do Homo que surgiram após a divergência com os chimpanzés. (Os humanos já não são reconhecidos como um grupo externo, mas sim um ramo, nas primórdios da árvore do grupo de macacos anterior à década de 1960).                                                                                   |
| Especiação gibões: Comparações posteriores de ADN revelaram especiação até então desconhecida do género Hylobates (gibões) em quatro géneros: Hylobates, Hoolock, Nomascus e Symphalangus. A ordem de especiação destes quatro géneros está a ser investigada desde 2022. |